# Залізничне (Бахчисарайський район)
Залізни́чне (крим. Zaliznıçne) — село в Україні, у Бахчисарайському районі Автономної Республіки Крим, центр Залізничненської сільської ради.
За даними сільради на 2009 рік площа села займала 57,6 гектара, на якій у 122 дворах значилося 923 мешканці.

## Історія
Село було засноване у 20-х роках XIX століття. За радянських часів входило до складу радгоспу імені Комінтерну, вперше згадується у 1953 році, на колишніх землях радгоспу зараз ведуть сільгоспдіяльність приватні підприємства.
З 1970 — центр сільської ради, на 1974 в Залізничному було 689 жителів, за даними перепису 1989 — проживало 854 людини.
На пагорбі за селом за радянських часів було відлито з бетону зображення Володимира Леніна.